# Micro-Fulfillment-Center
Als Micro-Fulfillment-Center wird ein kleines innerstädtisches Logistikzentrum bezeichnet, das als Verteilerstützpunkt für die schnelle Auslieferlogistik, meist durch Fahrradkuriere (auch Rider), dient.
Besonders etabliert hat sich diese Form der Logistik durch die Start-up-Szene bei den Lebensmittelschnelllieferdiensten, welche die Bestellungen ihrer Kunden innerhalb von Minuten aus dem meist sehr kleinen Lager packen und an Endverbraucher im näheren Umkreis ausliefern.
Kritik gibt es an der Nachhaltigkeit, da diese Art des Lebensmittelhandels nur in Regionen machbar ist, in denen ohnehin eine gute Versorgung und Marktdichte vorhanden ist. Auch die Lage, häufig direkt in den Quartieren und Wohngebieten, führt zu Konflikten mit den Anwohnern, die durch Lärm und eine hohe Frequentierung durch Fahrradkuriere belästigt werden.